# Francolinus swierstrai
Francolinus swierstrai là một loài chim trong họ Phasianidae.